# Shustoke
Shustoke est un village et une paroisse civile du Warwickshire, en Angleterre.

## Toponymie
Shustoke est un toponyme d'origine vieil-anglaise. Il désigne vraisemblablement une ferme excentrée (stoc) appartenant à un homme nommé *Sceot. Il est attesté pour la première fois sous la forme Scotescote dans le Domesday Book, compilé en 1086, qui suggère que le deuxième élément du nom est plutôt cot « chaumière ». L'ancêtre de la forme actuelle du nom est attesté en 1247 avec l'orthographe Schutestok.

## Géographie
Shustoke est un village du Warwickshire, un comté des Midlands de l'Ouest. Il se situe dans le nord de ce comté, à 4 km au nord-est de la ville de Coleshill et à une vingtaine de kilomètres à l'est du centre-ville de Birmingham. La ligne de chemin de fer Birmingham-Peterborough (en) passe au nord du village, mais depuis la fermeture de la gare de Shustoke (en) en 1968, la gare la plus proche est celle de Coleshill Parkway (en), à 3 km à l'ouest.
La Bourne (en) coule au nord du village avant de se jeter dans la Tame. Un autre affluent de la Tame, la Blythe (en), constitue la limite de la paroisse civile de Shustoke à l'ouest. Le confluent de la Cole (en) et de la Blythe se situe également sur le territoire de la paroisse.
Au Moyen Âge, Shustoke relève du hundred de Hemlingford (en). Après l'abandon du système des hundreds, il est rattaché au district rural de Meriden (en) de 1894 à 1974, puis au district non métropolitain du North Warwickshire depuis 1974.
Pour les élections à la Chambre des communes, Shustoke appartient à la circonscription de North Warwickshire.

## Histoire
Le Domesday Book indique qu'en 1086, le manoir de Shustoke est la propriété du seigneur anglo-normand Geoffrey de la Guerche, qui a pour tenancier un dénommé Soti. Le village compte alors 13 habitants et sa valeur annuelle est estimée à 2 livres. Sous le règne d'Henri Ier, Shustoke est acquis par Néel d'Aubigny (en) et appartient dès lors au patrimoine de la famille de Mowbray. Les biens des Mowbray sont confisqués par la couronne anglaise en 1322, à la suite de la révolte du baron John de Mowbray, mais ils sont restitués en 1327 à son fils John (en). En 1343, ce dernier échange avec le comte de Huntingdon William de Clinton (en) le manoir de Shustoke contre celui de Hinton (en), dans le Cambridgeshire.
Le manoir de Shustoke devient ainsi la propriété de la famille Clinton (en). Partisan de la maison d'York pendant la guerre des Deux-Roses,  John Clinton (en) est dépouillé de ses biens et titres en 1459, mais il les récupère dès 1461. Edward Clinton vend le manoir de Shustoke en 1540 à un riche marchand, James Leveson. Il passe ultérieurement à la famille Aston jusqu'à ce que Walter Aston (en) le revende en 1631 à George Devereux. À partir de 1751, il se transmet avec le manoir de Blyth Hall (en).
L'histoire de Blyth Hall est étroitement liée à William Dugdale, historien et héraut d'armes natif de Shustoke, qui l'acquiert en 1625 et le fait complètement reconstruire. Il se transmet parmi ses descendants, qui reçoivent le titre de baronnet Dugdale de Merevale et Blyth (en) en 1936.

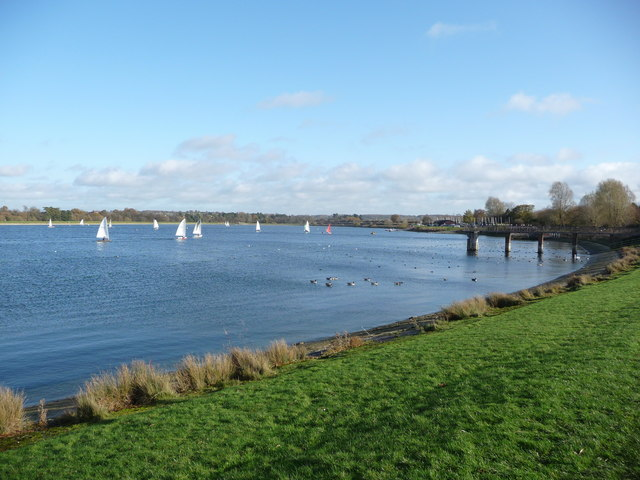
Le réservoir de Shustoke en 2009

À la fin du XIXe siècle, deux réservoirs et une station de pompage sont créés près de la Bourne pour alimenter Birmingham en eau potable : le réservoir de Shustoke et le réservoir de Whitacre. Ils sont achevés dans les années 1880, mais les besoins en eau de la ville croissent à une telle vitesse qu'un nouveau projet d'alimentation doit être mis en place à partir des rivières de la vallée d'Elan (en), au pays de Galles. Après l'inauguration de l'aqueduc d'Elan (en), en 1904, l'eau des réservoirs de Shustoke et Whitacre est redirigée vers Coventry, Nuneaton et les villages des districts environnants

## Démographie
Au recensement de 2011, la paroisse civile de Shustoke, qui inclut le hameau de Church End, comptait 549 habitants.
| Année | Population |
| ----- | ---------- |
| 1801  | 293        |
| 1811  | 300        |
| 1821  | 331        |
| 1831  | 364        |
| 1841  | 378        |
| 1851  | 330        |
| 1881  | 433        |
| 1891  | 477        |
| 1901  | 420        |
| 1911  | 433        |
| 1921  | 446        |
| 1931  | 391        |
| 1951  | 500        |
| 1961  | 574        |
| 2011  | 549        |

## Culture locale et patrimoine

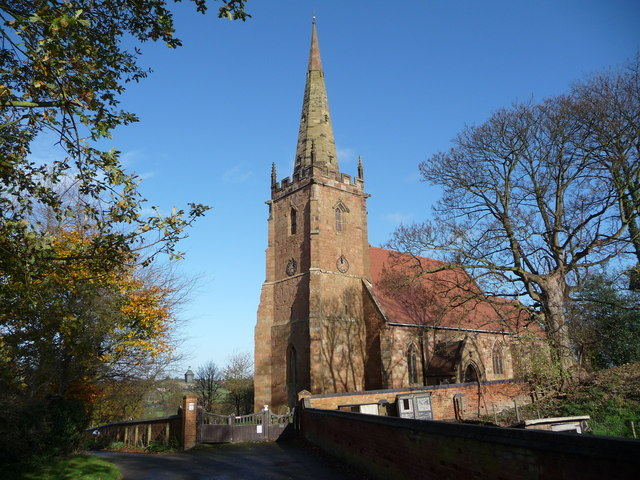
L'église Saint-Cuthbert de Shustoke.

L'église paroissiale de Shustoke est dédiée à saint Cuthbert. Elle ne se trouve pas dans le village même, mais dans le hameau de Church End, à quelques kilomètres à l'est. Le chancel et la base de la tour remontent à la fin du XIIIe siècle, la nef est du XIVe siècle et les étages supérieurs de la tour datent des alentours de 1400. C'est un monument classé de grade II* depuis 1961.
Le manoir de Blyth Hall (en) est un monument classé de grade I depuis 1952 et la station de pompage de Whitacre est un monument classé de grade II depuis 1982.